# Bernd Siebenhüner
Bernd Siebenhüner (* 22. Juli 1969 in Delmenhorst) ist ein deutscher Volkswirt und Politologe und seit 2007 Professor am Lehrstuhl für Ökologische Ökonomie an der Carl von Ossietzky Universität Oldenburg. Seine Forschungsschwerpunkte sind kollektive Lernprozesse, ökologische Ökonomie, Umweltbildung, ökologische Ethik, deutsche und internationale Umweltpolitik und konzeptionelle Fragen der Nachhaltigkeit.

## Leben
Siebenhüner erhielt 1994 ein Diplom in Volkswirtschaftslehre und ein Jahr später in Politologie an der Freien Universität Berlin und promovierte an der Martin-Luther-Universität Halle-Wittenberg bei Hans-Ulrich Zabel an der wirtschaftswissenschaftlichen Fakultät zum Thema „Handlungstheoretische Ansätze in der Ökonomik im Sustainability-Kontext“. Nach einer Juniorprofessur an der Universität Oldenburg und einem Jahr an der Radboud-Universität Nijmegen wurde er 2007 nach Oldenburg berufen.
Seit 2004 ist er Vorsitzender der Vereinigung für ökologische Wirtschaftsforschung (VÖW) und war 2010 Leiter der Konferenz der International Society for Ecological Economics zum Thema „Advancing Sustainability in a Time of Crisis“.

## Homo sustinens
Das Menschenbild des homo sustinens wurde von Bernd Siebenhüner auf der Grundlage des Prinzips der Nachhaltigkeit entwickelt.